# Johnathan Edwards
Johnathan Blake Edwards (New Orleans, 16 agosto 1967) è un ex cestista statunitense naturalizzato svizzero, professionista in Sudamerica e in Europa.

## Palmarès
- Campionato svizzero: 2

Lugano Tigers: 2000-01, 2001-02
- Coppe di Svizzera: 1

Lugano Tigers: 2001